# Уранія (Луїзіана)
Уранія (англ. Urania) — місто (англ. town) в США, в окрузі Ла-Салл штату Луїзіана. Населення — 698 осіб (2020).

## Географія
Уранія розташована за координатами 31°51′48″ пн. ш. 92°17′28″ зх. д. / 31.86333° пн. ш. 92.29111° зх. д. (31.863388, -92.290978).  За даними Бюро перепису населення США в 2010 році місто мало площу 3,58 км², з яких 3,55 км² — суходіл та 0,03 км² — водойми.

## Демографія
Згідно з переписом 2010 року, у місті мешкало 1313 осіб у 272 домогосподарствах у складі 206 родин. Густота населення становила 367 осіб/км².  Було 316 помешкань (88/км²). 
Расовий склад населення:
| - 68,3 % — білих - 30,5 % — чорних або афроамериканців - 0,2 % — корінних американців - 0,1 % — азіатів |

До двох чи більше рас належало 0,5 %. Іспаномовні складали 1,4 % від усіх жителів.
За віковим діапазоном населення розподілялося таким чином: 13,0 % — особи молодші 18 років, 77,9 % — особи у віці 18—64 років, 9,1 % — особи у віці 65 років та старші. Медіана віку мешканця становила 35,2 року. На 100 осіб жіночої статі у місті припадало 273,0 чоловіків;  на 100 жінок у віці від 18 років та старших — 319,9 чоловіків також старших 18 років.
Середній дохід на одне домашнє господарство  становив 48 152 долари США (медіана — 36 667), а середній дохід на одну сім'ю — 57 780 доларів (медіана — 44 643). За межею бідності перебувало 12,2 % осіб, у тому числі 16,1 % дітей у віці до 18 років та 5,8 % осіб у віці 65 років та старших.
Цивільне працевлаштоване населення становило 145 осіб. Основні галузі зайнятості: освіта, охорона здоров'я та соціальна допомога — 27,6 %, роздрібна торгівля — 19,3 %, сільське господарство, лісництво, риболовля — 13,8 %, науковці, спеціалісти, менеджери — 13,1 %.